# Чёрное море (телесериал)
«Чёрное море» — российский многосерийный телевизионный фильм режиссёра Сергея Щербина. Премьерный показ телесериала состоялся в апреле 2020 года на телеканале «Россия-1». Состоит из одного сезона в 8 сериях. Действие телесериала происходит в 1944 году. В основе сюжета подготовка морских военных сил к Крымской наступательной операции и борьба с немецкими диверсантами-подводниками, которые готовят крупную диверсию в Чёрном море. В ноябре 2022 года вышло продолжение — «Баренцево море».

## Сюжет
«Чёрное море» — военный шпионский боевик, который рассказывает о противоборстве офицеров контрразведки с немецкими диверсантами-подводниками, подготавливающими крупную диверсию в прибрежной зоне Чёрного моря. Целью этой работы было полное уничтожение немецкой школы по подготовке немецких диверсантов.
Специально для выполнения особого задания в Новороссийск прибывает капитан второго ранга Сергей Сабуров (Павел Трубинер). Он усиливает местную группу контрразведчиков по борьбе с подводными диверсантами под предводительством агента Кунца. Его задача — выйти на Кунца и ликвидировать школу по подготовке диверсантов-подводников. В Новороссийске его встречает давняя любовь Елена Солей (Екатерина Вилкова), с которой и предстоит разоблачать немецких шпионов.
Сабурову также приходится столкнуться с недоверием своих новых подчиненных, и доказывать, что он хороший специалист своего военного дела.

## Съёмки телесериала
Летом в 2019 году начались съёмки многосерийного фильма. Для работы были задействованы площадки в Таганроге, Ростове-на-Дону, Серпухове и Москве.
К проведению съёмок были сделаны специальные костюмы подводников-аквалангистов, которые использовались подводниками в 1943 году.

## Роли исполняли

### В главных ролях
| Актёр             | Роль                                                                    |
| ----------------- | ----------------------------------------------------------------------- |
| Павел Трубинер    | Сергей Александрович Сабуров капитан 2-го ранга СМЕРШ Балтийского флота |
| Екатерина Вилкова | Елена Солей капитан 3-го ранга СМЕРШ ЧФ                                 |
| Евгений Миллер    | Николай Борисович Столяров (Панин) резидент абвера в Новороссийске      |

### В ролях
| Актёр                | Роль                                                                                    |
| -------------------- | --------------------------------------------------------------------------------------- |
| Алексей Шевченков    | Андрей Фомич Нестеренко начальник управления контрразведки СМЕРШ ЧФ, капитан 1-го ранга |
| Александр Кузьмин    | Егор Миронович Солей капитан 2-го ранга                                                 |
| Андрей Руденский     | Адриан Котряну начальник разведшколы абвера, полковник, граф                            |
| Константин Адаев     | Павел Важин капитан-лейтенант                                                           |
| Анна Котова-Дерябина | Ирина Ротань лейтенант-связист                                                          |
| Юрий Цурило          | вице-адмирал Филипп Сергеевич Октябрьский командующий Черноморским флотом               |
| Денис Константинов   | Андрей Будничный капитан-лейтенант                                                      |
| Сослан Фидаров       | Борис Лесберг капитан-лейтенант                                                         |
| Иван Рысин           | Поликарпов старшина 2-й статьи                                                          |
| Елена Митюкова       | Марина жена Столярова                                                                   |
| Виктор Проскурин     | Борис Викторович Панин профессор                                                        |
| Георгий Анохин       | Игорь Ротань сын Ирины                                                                  |
| Максим Литовченко    | «Великан»                                                                               |
| Анастасия Чепелюк    | Вера Андреевна Дыбенко, любовница Гюнтера Емеца                                         |
| Дмитрий Первушин     | Гюнтер Емец помощник начальника разведшколы абвера, обер-лейтенант                      |
| Евгений Крылов       | Витторио Риццоли главный инструктор по подводной диверсионной работе, полковник         |
| Татьяна Лебедькова   | мама Сергея Сабурова                                                                    |
| Юрий Маслак          | Георг Ханссен полковник абвера                                                          |
| Эдгар Гизатуллин     | Микола Коваленко полицай                                                                |
| Алексей Павликов     | Иван Фёдорович Голубев-Монаткин начальник штаба Черноморского флота, контр-адмирал      |

## Съёмочная группа
- Автор сценария: Игорь Тер-Карапетов, Олег Кириллов, Игорь Торотько, Андрей Ивашкин.
- Режиссёр: Сергей Щербин.
- Оператор-постановщик: Иван Алимов, Григорий Яблочников.
- Художник: Сергей Голубев.
- Композитор: Анатолий Зубков
- Кастинг-директор: Анна Пестрякова, Елена Крылаева.

## Награды
- 2020 — приз зрительских симпатий международного кинофестиваля исторических фильмов «Вече»[6]
- 2020 — сериал взял все призы, обойдя 30 сериалов, XXVIII Всероссийского кинофестиваля «Виват кино России!» в категории «Телесериалы. „Народный рейтинг“»:[7]
  - Лучший отечественный сериал
  - Лучшая актриса в отечественном сериале — Екатерина Вилкова
  - Лучший актёр в отечественном сериале — Павел Трубинер
- 2021 — победа в номинации «Телевизионный художественный сериал о войне» на Всероссийском телевизионном конкурсе «ТЭФИ-Летопись Победы»[8]